# آلیس آدامز (فیلم)
آلیس آدامز (انگلیسی: Alice Adams) فیلمی در ژانر درام و رمانتیک به کارگردانی جرج استیونز است که در سال ۱۹۳۵ منتشر شد.

## بازیگران
- کاترین هپبورن
- فرد استون
- اولین ونبل
- هدا هاپر
- هتی مک‌دانل
- والتر برنان
- فرانک آلبرستون
- فرد مک‌موری
- ان شومیکر
- گریدی ساتن
- زِفی تیلبری